# Ancienne mairie de Turku
L'ancienne mairie de Turku (finnois : Turun vanha raatihuone) est un bâtiment situé sur l'ancienne grande place du marché du quartier II de Turku en Finlande.

## Description

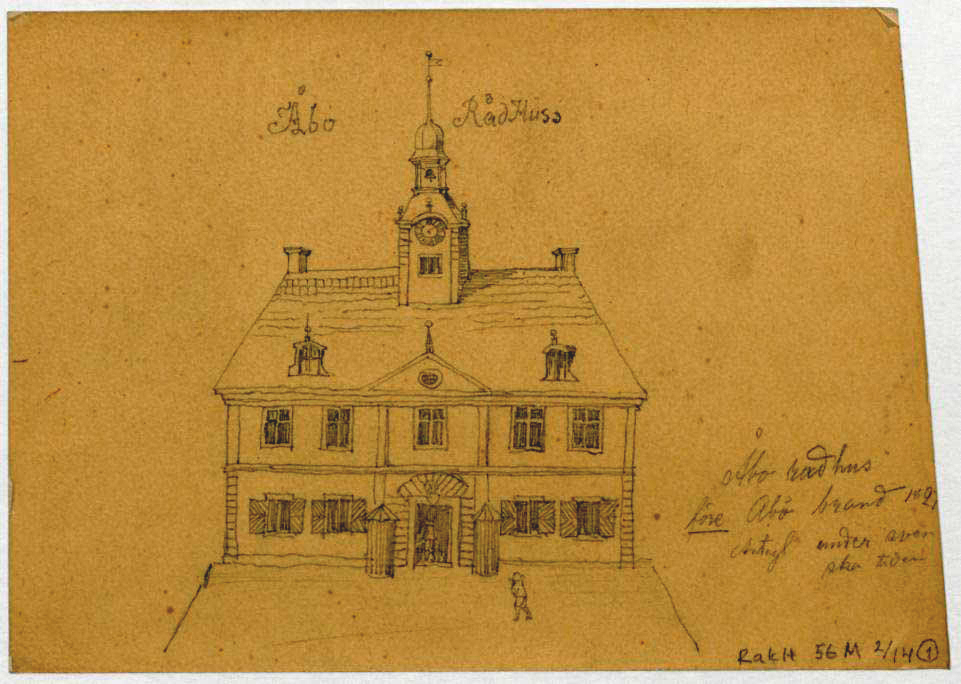
La mairie conçue par Berner avant l'incendie de Turku.

Les fouilles archéologiques ont montré qu'une mairie existe au XIVe siècle au nord de l'ancienne grande place du marché.
Le bâtiment abrite alors aussi la prison municipale.

### La mairie de Berner
En 1736, ce bâtiment est remplacé par l'ancienne mairie en bois conçue par Samuel Berner.
Cet édifice de style baroque de deux étages possède aussi un clocher.
Il sera très endommagé par le grand incendie de Turku de 1827.
En 1829, l'immeuble  Brinkkala voisin est réparée pour servir de mairie .

### La maison de Pfaler
La mairie de Berner ne sauve que ses murs.
En 1829, Pehr Johan Gylich les complète pour en faire une maison d'habitation sans clocher qu’habitera le marchand A. F. Pfaler.

### L'usine de Juselius
L'industriel Juselius achète la construction dans les années 1850.
En 1899, on modifie la façade et construit un troisième étage.
L'usine de chemises Juselius y fonctionne dans les années 1920